# Automotor Company
Automotor Company war ein US-amerikanischer Hersteller von Automobilen.

## Unternehmensgeschichte
Hinsdale Smith gründete 1901 das Unternehmen in Springfield in Massachusetts. Als Vorgänger gilt Springfield Cornice Works mit der Marke Meteor. Die Produktion von Automobilen begann. Der Markenname lautete Automotor. 1904 endete die Produktion.

## Fahrzeuge
Das erste Modell hatte einen Vierzylindermotor, der mit 16/20 PS angegeben war. Die Höchstgeschwindigkeit war mit 72 km/h angegeben. Solche Fahrzeuge wurden erfolgreich bei einer 800-Kilometer-Fahrt von New York City nach Boston und zurück sowie bei einer 160-Kilometer-Fahrt ohne Stopp eingesetzt. Die Springfield Metal Body Company fertigte die viersitzige Tonneau-Karosserie aus Aluminium.
Daneben gab es zwei kleinere Modelle. Einzylindermotoren von De Dion-Bouton mit wahlweise 3,5 PS oder 5 PS trieben die Fahrzeuge an. Karosseriert waren sie als Runabout.